# George Lodewijk van Nassau-Dillenburg
George Lodewijk van Nassau-Dillenburg (4 maart 1618 - 19 mei 1656) was de zoon van Lodewijk Hendrik van Nassau-Dillenburg en Catharina van Sayn-Wittgenstein.
George Lodewijk trouwde op 19 februari 1638 in Coppenbrügge met Anna Augusta van Brunswijk-Wolfenbüttel (1612-1673), dochter van Hendrik Julius van Brunswijk-Wolfenbüttel en Elisabeth van Denemarken.
Hij werd op 20 augustus 1656 begraven in de grafkelder in de Evangelische Stadskerk in Dillenburg. Door het voortijdig sterven van George Lodewijk, volgde zijn zoon Hendrik, zijn grootvader op als vorst van Nassau-Dillenburg

## Kinderen
- Elisabeth Catharina (1639-1641)
- Sofia Eleonora (1640-1712)
- Hendrik (1641-1701), vorst van Nassau-Dillenburg
- Elisabeth Charlotte (1643-1686)
- doodgeboren zoon (1645)
- Elisabeth Louise (1652-1670)
- Anna Catharina (1662-?)